# 긴꼬리올드필드쥐
긴꼬리올드필드쥐 또는 강한꼬리올드필드쥐(Thomasomys ischyrus)는 비단털쥐과에 속하는 설치류이다. 페루에서만 발견된다.